# Karl Eskelund (forfatter)
 For alternative betydninger, se Karl Eskelund. (Se også artikler, som begynder med Karl Eskelund)
Karl Johannes Eskelund (født 7. januar 1918 i Holte, død 23. december 1972) var en dansk forfatter og journalist. Han specialiserede sig i rejsebøger i en causerende, journalistisk stil.
Eskelund var delvist opvokset i Kina, hvor hans far var praktiserende tandlæge i Shanghai. Han giftede sig i 1939 på det danske konsulat i Shanghai med sin kinesiske kæreste Chi-yun Eskelund, som blev hans faste ledsager på de mange rejser rundt om i verden.
I bogen My Chinese Wife, der udkom i USA i 1945, og i Danmark i 1946 under titlen Min kone spiser med pinde, beskriver han sin tid i Kina og mødet med Chi-yun Fei. Eskelund startede sin karriere som reporter for et amerikansk nyhedsbureau, og i bl.a New York Times kunne hans reportager ses under signaturen "K.J. Eskelund". Han var bl.a. korrespondent under Finlandskrigen.
En stor del af hans bøger udkom i USA, og enkelte danske udgaver blev oversat til spansk, norsk, svensk, tysk og hollandsk.